# 해안뒤쥐
해안뒤쥐(Sorex maritimensis)는 땃쥐과에 속하는 포유류의 일종이다. 캐나다의 뉴브런즈윅주와 노바스코샤주에서 발견된다.